# Marciano della Chiana
Marciano della Chiana és un municipi al territori de la província d'Arezzo, a la regió de la Toscana (Itàlia). Limita amb els municipis d'Arezzo, Castiglion Fiorentino, Foiano della Chiana, Lucignano i Monte San Savino. Pertanyen al municipi de Marciano della Chiana les frazioni de Badicorte, Cesa i San Giovanni dei Mori.

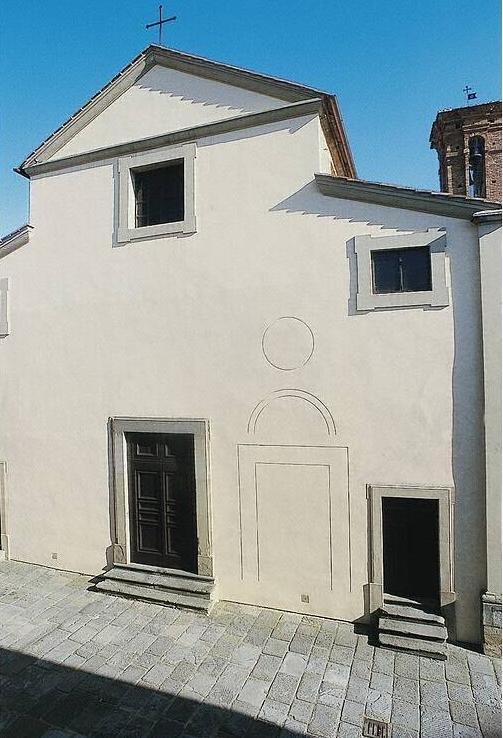
Església de Sant Esteve i Sant Andreu